# جاكلين كيم
جاكلين كيم (بالإنجليزية: Jacqueline Kim)‏ هي كاتبة سيناريو ومنتجة أفلام ومخرجة وممثلة أمريكية، ولدت في 31 مارس 1965 بديترويت في الولايات المتحدة.

## أعمال

### أفلام
- (1997) بركان[3]

## وصلات خارجية
- جاكلين كيم على موقع IMDb (الإنجليزية)
- جاكلين كيم على موقع ألو سيني (الفرنسية)
- جاكلين كيم على موقع أول موفي (الإنجليزية)
- جاكلين كيم على موقع قاعدة بيانات الأفلام السويدية (السويدية)
- جاكلين كيم على موقع قاعدة بيانات الفيلم (الإنجليزية)
- جاكلين كيم على موقع كينوبويسك (الروسية)